# Алжирские нравы
«Алжирские нравы» (исп. El trato de Argel) — комедия испанского писателя Мигеля де Сервантеса, поставленная на сцене в 1580 году. Она рассказывает о жизни христианских пленников в Алжире и построена во многом на автобиографическом материале, причём в ней появляется персонаж Сааведра. В финале герои обращаются к королю Филиппу II с мольбой выкупить 15 тысяч пленников с каторги.
Автор упоминает «Алжирские нравы» в прологе к «Восьми комедиям и восьми интермедиям», утверждая, что это была первая испанская пьеса, состоявшая из трёх актов, а не из пяти. Однако исследователи в связи с этим отмечают, что первая трёхактная пьеса была поставлена в Испании ещё в 1551 году.
Тематически и стилистически «Алжирские нравы» близки к комедии Сервантеса «Алжирская каторга», к истории капитана в первом томе «Дон Кихота», «назидательной новелле» «Великодушный поклонник».